# Спейсер (биология)
Спе́йсеры (от англ. spacer — «разделитель») — участки некодирующей ДНК, расположенные между тандемно повторяющимися генами, например, между генами рибосомальной РНК у эукариот. Их функция, вероятнее всего, заключается в обеспечении высокого уровня точности транскрипции в связанных генах.
У бактерий спейсерные участки ДНК состоят лишь из нескольких нуклеотидов. У эукариот они могут быть значительно больше и включать повторяющиеся последовательности ДНК, заключая между собой, таким образом, большую часть геномной ДНК.
В рибосомной ДНК спейсеры присутствуют как внутри, так и между кластерами генов, и, соответственно, называются внутренними спейсерами (ITS) и внешними (ETS). У животных гены митохондриальных ДНК как правило, имеют очень короткие спейсеры. У грибов спейсеры митохондриальных ДНК имеют переменную длину и могут быть мобильными. Так как нуклеотидные последовательности спейсеров в ходе эволюции изменяются гораздо быстрее, чем последовательности генов, полагают, что функция спейсера не зависит от последовательности входящих в него мононуклеотидов.
В более узком значении термин «спейсер» употребляется для обозначения разделительной ДНК между тандемно располагающимися копиями генов рРНК.